# Ready Player One (Roman)
Ready Player One ist der Titel eines dystopischen Science-Fiction-Romans von Ernest Cline aus dem Jahr 2011. Der Debütroman landete sofort auf verschiedenen Bestsellerlisten und brachte für den Autor die literarische Anerkennung. Eine deutsche Übersetzung von Hannes und Sara Riffel erschien 2012. Das Buch beschreibt die Abenteuer einer Schatzsuche, die ein in ärmlichen Verhältnissen lebender Jugendlicher im Jahr 2045 in einem Computerspiel namens OASIS erlebt. Regisseur Steven Spielberg verfilmte den Roman im Jahr 2018.

## Struktur und Inhalt
Der Roman ist gegliedert in eine Art Prolog, als 0000 bezeichnet, drei Teile, als Level 1 bis 3 bezeichnet, und insgesamt 39 Kapitel. Zum Schluss folgt eine Danksagung.
Das Buch beschreibt detailliert zwei Szenarien: einerseits eine reale, dystopisch veränderte Welt im Jahr 2045, die durch die rücksichtslose Ausbeutung der fossilen Energieträger völlig zerstört wurde, mit der Folge einer globalen Energie- und Wirtschaftskrise, die große Teile der Menschheit hungern lässt, was zu einem massiven Niedergang der Zivilisation führt. In dieser Welt der maximalen sozialen Gegensätze und eines hemmungslosen Kapitalismus gibt es aber auch unermesslichen Reichtum in der Hand krimineller Großkonzerne und bei Privatpersonen.
Andererseits existiert eine perfekte virtuelle Welt, eine Simulation, die die triste Realität auf illusionistische Weise ersetzt. Diese virtuelle Welt trägt den Namen OASIS (Ontologically Anthropocentric Sensory Immersive Simulation). Sie bietet als Alternative für heruntergekommene staatliche Schulsysteme Bildung und Wissen für alle, Unterhaltung und Computerspiele, aber auch ein paralleles Währungs- und Wirtschaftssystem, das nahtlos in die reale Welt übertragbar ist. Sie wurde von dem aus einfachen Verhältnissen stammenden Nerd James Halliday, einem Fan der Popkultur der 1980er Jahre, programmiert, der damit ein Milliardenvermögen machte. Betrieben wird die OASIS von Hallidays Großunternehmen GSS (Gregarious Simulation Systems), der bisher alle feindlichen Übernahmeversuche durch seinen skrupellosen Konkurrenten, den monopolkapitalistisch ausgerichteten Konzern IOI (Innovative Online Industries), abwehren konnte.
Zwischen diesen Welten erlebt der 18-jährige Ich-Erzähler und Held der Geschichte, Wade Watts, ein spannendes Abenteuer. Ähnlich wie Halliday stammt auch Wade aus prekären Verhältnissen. Er wohnt nach dem Tod seiner Mutter bei seiner Tante in einer Art amerikanischem Trailerpark, den sogenannten Stacks (Stapel), die aus zahlreichen übereinander gestapelten Mobilheimen bestehen und den Charakter eines Slums haben. Nach dem Tod des OASIS-Gründers Halliday beginnt eine globale virtuelle Jagd auf dessen Milliardenvermögen, denn Halliday hat in seinem Testament festgelegt, dass derjenige Jäger, der sein sogenanntes Easter Egg findet, das gesamte Vermögen, das aus der OASIS, dem Unternehmen und Hallidays Privatvermögen besteht, erbt. Das Ganze ist als gigantisches Videospiel für Millionen Schatzjäger inszeniert. Die Jäger müssen knifflige Aufgaben lösen, um das nächste Level zu erreichen. Dazu müssen sie sich in den kleinsten Details der gesamten Popkultur der 1980er Jahre, besonders der damaligen Videospiele aus Hallidays Jugendzeit auskennen.

## Veröffentlichung, Rezeption und Rezension
Die amerikanische Erstausgabe erschien 2011 bei Crown Publishers (Random House), New York. Die erste deutsche Ausgabe kam 2012 als E-Book beim Penhaligon Verlag heraus, seit 2014 ist die Ausgabe beim Blanvalet Verlag erhältlich (beide in der Verlagsgruppe Random House).
Cline hat die Geschichte und Charaktere seines Romans bereits so konzipiert, dass eine angemessene Verfilmung möglich ist. So setzte Steven Spielberg die Geschichte als Film um. Das Drehbuch zum Kinofilm wurde ebenfalls von Cline verfasst.
Das Buch gelangte auf mehrere Bestsellerlisten und erhielt meist gute Kritiken (Auswahl):
- Janet Maslin: “The science-fiction writer John Scalzi has aptly referred to Ready Player One as a ‘nerdgasm’ [and] there can be no better one-word description of this ardent fantasy artifact about fantasy culture. But Mr. Cline is able to incorporate his favorite toys and games into a perfectly accessible narrative.” In: The New York Times
- New York Journal of Books: “An action-packed, highly entertaining, nostalgic thrill ride through the past combined with the danger and excitement of a not-too-distant future. It marries the fantastical world of Harry Potter with a touch of Orson Scott Card—where fantasy is reality, geeks are cool, and the possibilities are endless.”
- USA Today: “Enchanting… Willy Wonka meets the Matrix. This novel undoubtedly qualifies Cline as the hottest geek on the planet right now. [But] you don’t have to be a geek to get it.”
- Entertainment Weekly: “Triggers memories and emotions embedded in the psyche of a generation…[Cline crafts] a fresh and imaginative world from our old toy box, and finds significance in there among the collectibles.”[3]
- Berliner Morgenpost: „Die Vielfalt der Szenarien, der schier unerschöpfliche Ideenreichtum und viele witzige Anspielungen auf die Popkultur der 80er Jahre machen das Buch zu einem Highlight.“
- Kölner Stadt-Anzeiger: „Cline versteht es wie kaum ein anderer, virtuelle Welten faszinierend zu schildern.“[4]

## Verfilmung
Im Frühjahr 2018 erschien der Film Ready Player One von Steven Spielberg.

## Fortsetzungen
Der Autor Ernest Cline hat bestätigt, dass Ready Player One zu einer Trilogie ausgebaut werden soll. Mit der Beendigung der Dreharbeiten für den Film begann Cline die Arbeit an den Fortsetzungen. Der Arbeitstitel der Fortsetzung war Ready Player Two, und unter diesem Titel ist die Fortsetzung am 24. November 2020 in Nordamerika und im März 2021 auf Deutsch erschienen.

## Preise
2012 erhielt Ernest Cline für Ready Player One den Prometheus Award der Libertarian Futurist Society und das Buch einen der zehn jährlich vergebenen Alex Awards der American Library Association.

## Ausgaben
Englischsprachige Ausgaben
- Ready Player One. Crown Publishers, 2011, ISBN 978-0-307-88743-6.
- Ready Player One. Broadway Books, 2014, ISBN 978-0-307-88744-3.

Englischsprachiges Hörbuch
- Ready Player One. Von Wil Wheaton gelesen, Random House Audio, 16. Juli 2011, 16 Std. 03 Min.[9]

Deutschsprachige Ausgaben
(Übersetzung von Hannes und Sara Riffel)
- Ready Player One. Penhaligon Verlag, München 2012, ISBN 978-3-641-07293-3. (E-Book)
- Ready Player One. Blanvalet Verlag, München 2014, ISBN 978-3-442-38030-5.
- Ready Player One. Fischer Tor, Frankfurt am Main 2017, ISBN 978-3-596-29659-0.

Deutschsprachiges Hörbuch
- Ready Player One. Von Martin Bross gelesen, Argon Verlag, 23. März 2012, 16 Std. 03 Min.
- Ready Player One. Von David Nathan gelesen, Argon Verlag, 27. April 2017, 14 Std. 49 Min. [10]